# Fernando Catarino
Fernando Pereira Mangas Catarino (Ourém, 1932) é um biólogo e professor universitário português Dirigiu o Jardim Botânico de Lisboa durante mais de vinte anos, destacando-se como um dos mais notáveis biólogos e botânicos do país.

## Biografia
Fernando Catarino nasceu em 1932 em Vale de Ourém, no seio de uma família de pequenos comerciantes de madeira e agricultores. Do avô materno, José Vieira Mangas, negociante de pinheiros, herdou o apelido pelo qual ficaria popularmente conhecido, "o Mangas". Começou por fazer o curso industrial de carpintaria, concluindo-o com bom aproveitamento, motivando o padre Vieira da Rosa a convencer o avô Mangas de que devia continuar os estudos. Concluiu o Liceu em Leiria, onde fizera os cursos Industrial e Comercial. Ingressou depois na Faculdade de Ciências da Universidade de Lisboa, tendo por Mestre o professor Flávio Resende, licenciando-se e doutorando-se em Biologia, em 1958 e 1969, respectivamente.
Foi docente durante cinquenta anos na Faculdade de Ciências, com reconhecido mérito pedagógico. dando a sua última aula em Novembro de 2002. No mesmo ano, Fernando Catarino tornou-se professor jubilado daquela instituição.
Dedicou-se sobretudo à Botânica, sendo nomeado na década de 1980 director do Jardim Botânico de Lisboa, cargo que ocuparia durante mais de duas décadas. Enquanto director daquele espaço, destacou-se pela construção de ligações nacionais e internacionais a outros jardins botânicos e espaços congéneres, ampliando as colecções de herbário, e promovendo a constituição de um banco de sementes.
No início da década de 90 do séc. XX Fernando Catarino mobilizou um grupo de jovens investigadores em torno da Ecologia que culminou na formação da Sociedade Portuguesa de Ecologia em 1995. Presidiu esta sociedade até 2002, data da sua jubilação.
Coordenou vários projectos de relevância nacional e internacional, entre os quais a definição das áreas da Rede Natura 2000, sobre habitats e espécies a conservar, e estudos de impacte ambiental em centrais térmicas, barragens, aeroportos e outras grandes obras nacionais. Foi o coordenador da plantação do Jardim Jurássico, no Monumento Natural das Pegadas de Dinossáurio de Ourém-Torres Novas, inaugurado em 2002.
Foi um dos pioneiros da constituição da Associação Ibero-Macaronésica de Jardins Botânicos, empenhando-se em mostrar a importância da ciência desenvolvida nos jardins botânicos, e o seu papel na conservação da biodiversidade, no conhecimento e inovação, e no aumento da literacia científica das comunidades em que se inserem.
É pai do ilustrador científico João Catarino, membro do Grupo do Risco, uma selecção dos melhores desenhadores de Portugal.

## Homenagens
Em 2006, uma nova espécie de musgo, Zygodon catarinoi, descoberta pelo investigador César Garcia, do Jardim Botânico de Lisboa, e outros investigadores do Museu e da Universidade Autónoma de Madrid, foi nomeada em homenagem a Fernando Catarino, pelo seu trabalho em prol do desenvolvimento da ecologia em Portugal.
Em 2006 recebeu o Prémio Carreira - Prémio Nacional do Ambiente da Confederação Portuguesa das Associações de Defesa do Ambiente.
Em Março de 2009, foi homenageado pela Câmara Municipal de Odivelas, que atribuiu o seu nome ao recém-inaugurado Jardim Botânico de Famões, designado «Prof. Dr. Fernando Catarino».
Em Setembro de 2014, foi homenageado durante o XIII Simpósio da Associação Ibero-Macaronésica de Jardins Botânicos, que decorreu no Jardim Botânico Tropical, em Lisboa.

## Principais publicações
- Catarino, Fernando M. (1968). Endopoliploidia e diferenciação: indução experimental de endopoliploidia em Lobularia maritima (L.) Desv. e Bryophyllum crenatum Bak. [S.l.]: Tipografia Matemática
- Nunes, Maria Antonieta; Catarino, Fernando; Pinto, Eugenio (1989). «Strategies for acclimation to seasonal drought in Ceratonia siliqua leaves». Physiologia Plantarum. 77 (1): 150–156. Consultado em 30 de julho de 2017
- Brotas, Vanda; Amorim-Ferreira, Ana; Vale, Carlos; Catarino, Fernando (1990). «Oxygen profiles in intertidal sediments of Ria Formosa (S. Portugal)» (PDF). Hydrobiologia. 207 (1): 123–130. Consultado em 30 de julho de 2017
- Oliveira, Graça; Correia, Otília; Martins-Loução, Maria Amélia; Catarino, Fernando M. (1994). «Phenological and growth patterns of the Mediterranean oak Quercus suber L.». Trees. 9 (1): 41–46. Consultado em 30 de julho de 2017
- Brotas, Vanda; Cabrita, Teresa; Portugal, Ana; Serôdio, João; Catarino, Fernando (1995). «Spatio-temporal distribution of the microphytobenthic biomass in intertidal flats of Tagus Estuary (Portugal)». Space Partition within Aquatic Ecosystems. [S.l.]: Springer. pp. 93–104. Consultado em 30 de julho de 2017
- Brotas, Vanda; Catarino, Fernando (1995). «Microphytobenthos primary production of Tagus estuary intertidal flats (Portugal)» (PDF). Aquatic Ecology. 29 (3): 333–339. Consultado em 30 de julho de 2017
- Vale, Carlos; Catarino, Fernando; others (1996). «Accumulation of Zn, Pb, Cu, Cr and Ni in sediments between roots of the Tagus estuary salt marshes, Portugal». Estuarine, Coastal and Shelf Science. 42 (3): 393–403. Consultado em 30 de julho de 2017
- Caçador, Isabel; Vale, Carlos; Catarino, Fernando (1996). «The influence of plants on concentration and fractionation of Zn, Pb, and Cu in salt marsh sediments (Tagus Estuary, Portugal)». Journal of Aquatic Ecosystem Health. 5 (3): 193–198. Consultado em 30 de julho de 2017
- Branquinho, Cristina; Brown, Dennis H.; Catarino, Fernando (1997). «The cellular location of Cu in lichens and its effects on membrane integrity and chlorophyll fluorescence». Environmental and Experimental Botany. 38 (2): 165–179. Consultado em 30 de julho de 2017
- Serôdio, João; Marques da Silva, Jorge; Catarino, Fernando (1997). «Nondestructive tracing of migratory rhythms of intertidal benthic microalgae using in vivo chlorophyll a fluorescence». Journal of Phycology. 33 (3): 542–553. Consultado em 30 de julho de 2017
- Branquinho, Cristina; Brown, Dennis H.; Máguas, Cristina; Catarino, Fernando (1997). «Lead (Pb) uptake and its effects on membrane integrity and chlorophyll fluorescence in different lichen species». Environmental and Experimental Botany. 37 (2-3): 95–105. Consultado em 30 de julho de 2017
- Costanza, Robert; Andrade, Francisco; Antunes, Paula; Van Den Belt, Marjan; Boersma, Dee; Boesch, Donald F.; Catarino, Fernando; Hanna, Susan; Limburg, Karin; Low, Bobbi; others (1998). «Principles for sustainable governance of the oceans». Science. 281 (5374): 198–199. Consultado em 30 de julho de 2017
- Sundby, Bjørn; Vale, Carlos; Caçador, Zsabel; Catarino, Fernando; Madureira, Maria-João; Caetano, Miguel (1998). «Metal-rich concretions on the roots of salt marsh plants: Mechanism and rate of formation». Limnology and Oceanography. 43 (2): 245–252. Consultado em 30 de julho de 2017
- Costanza, Robert; Andrade, Francisco; Antunes, Paula; van den Belt, Marjan; Boesch, Don; Boersma, Dee; Catarino, Fernando; Hanna, Susan; Limburg, Karin; Low, Bobbi; others (1999). «Ecological economics and sustainable governance of the oceans». Ecological economics. 31 (2): 171–187. Consultado em 30 de julho de 2017
- Branquinho, Cristina; Catarino, Fernando; Brown, Dennis Hunther; Pereira, Maria João; Soares, Amilcar (1999). «Improving the use of lichens as biomonitors of atmospheric metal pollution». Science of the Total Environment. 232 (1): 67–77. Consultado em 30 de julho de 2017
- Serôdio, João; Catarino, Fernando (2000). «Modelling the primary productivity of intertidal microphytobenthos: time scales of variability and effects of migratory rhythms». Marine Ecology Progress Series: 13–30. JSTOR 24855709. Consultado em 30 de julho de 2017
- Serôdio, João; da Silva, Jorge Marques; Catarino, Fernando (2001). «Use of in vivo chlorophyll a fluorescence to quantify short-term variations in the productive biomass of intertidal microphytobenthos». Marine Ecology Progress Series. 218: 45–61. JSTOR 24864788. Consultado em 30 de julho de 2017
- Costa, M. J.; Catarino, Fernando; Bettencourt, Alexandre (2001). «The role of salt marshes in the Mira estuary (Portugal)» (PDF). Wetlands Ecology and Management. 9 (2): 121–134. Consultado em 30 de julho de 2017
- Melo, Maria J.; Sousa, Micaela; Parola, A. Jorge; de Melo, J.; Catarino, Fernando; Marçalo, Joaquim; Pina, Fernando (2007). «Identification of 7, 4′-Dihydroxy-5-methoxyflavylium in "Dragon's Blood": To Be or Not To Be an Anthocyanin». Chemistry-A European Journal. 13 (5): 1417–1422. Consultado em 30 de julho de 2017
- Tenhunen, John D.; Catarino, Fernando M.; Lange, Otto L.; Oechel, Walter C. (2013). Plant response to stress: functional analysis in mediterranean ecosystems. 15. [S.l.]: Springer Science & Business Media. Consultado em 30 de julho de 2017